# Дистрибутивы OpenSolaris
14 июня 2005 года корпорация Sun Microsystems открыла исходный код операционной системы Solaris в рамках проекта OpenSolaris. На основе этого кода было создано несколько дистрибутивов. Самым известным дистрибутивом является OpenSolaris (название идентично названию проекта).

## SchilliX
Самый первый вышедший дистрибутив, который основан на OpenSolaris. Это Live-CD дистрибутив для платформ X86 и AMD64 (EM64T).
Автор дистрибутива — Йорг Шиллинг (Jörg Schilling), автор программы cdrecord для записи CD.
Дистрибутив первоначально предоставлял только инструменты командной строки. Начиная с версии 0.51 поддерживает X Window.

## BeleniX
LiveCD-дистрибутив операционной системы, основанный на OpenSolaris. Создан в индийской «Кремниевой долине» инженерами индийского центра компании SUN Microsystems.
В BeleniX помимо всех компонентов OpenSolaris входит и другое свободное программное обеспечение. На данный момент системой поддерживаются только 32-разрядные платформы x86. Ведутся работы над возможностью запуска Live-CD в AMD64 (что поддерживает сам OpenSolaris). С недавних пор можно использовать загрузку BeleniX с USB-устройств — это несколько быстрее и к тому же позволяет сохранять свои настройки и данные.
Изначально дистрибутив создавался для работы с LiveCD/LiveUSB, однако теперь можно устанавливать его на жёсткий диск.

## Polaris
Ещё одна задача проекта OpenSolaris, поставленная компанией SUN, — это портирование Solaris на более распространённые типы процессоров, чем SPARC. Второй платформой по распространённости является PowerPC (IBM). Целью проекта Polaris (недоступная ссылка) является портирование на эту платформу.
Директор проекта — Дэннис Кларк.
В самой Sun используют встроенный процессор PowerPC при управлении аппаратными компонентами некоторых своих систем, в том числе в Sun Fire v20z. В настоящее время процессор работает под управлением Linux. Когда Polaris будет достаточно усовершенствована, Sun, по словам Кларка, сможет использовать данную операционную систему.
Также впервые в мире коммерческих UNIX систем осуществляется портирование своего UNIX (Solaris) на платформу конкурента (IBM), отличную от x86.

## Nexenta
Операционная система, базирующаяся на ядре OpenSolaris и Ubuntu Linux для платформ x86 и x64. Это первый дистрибутив, сочетающий утилиты GNU с ядром OpenSolaris.
Nexenta использует подсистему работы с пакетами от Debian; в двух существующих на данный момент репозиториях доступны более 12000 пакетов. Дистрибутив можно использовать как LiveCD и для инсталляции на жёсткий диск.
На основе Nexenta созданы два дистрибутива:
- NexentaStor — оптимизирован для хранения данных
- StormOS — легковесная система для настольных компьютеров

## Solaris Express
Наработанный в проекте OpenSolaris код компания SUN будет использовать в своих будущих дистрибутивах коммерческой версии Solaris. Все системы после Solaris 10 имеют название Nevada. У Nevada и OpenSolaris был общий исходный код. Solaris Express — это бинарный дистрибутив, который можно скачивать с сайта SUN, предназначенный для тестирования будущих версий Solaris (типа бета версий — snapshots). Так как дистрибутив распространяется в бинарном виде, понять, взято ли в него что-либо из проекта OpenSolaris, невозможно.

## MilaX
MilaX — небольшой по размеру LiveCD дистрибутив, собранный на основе OpenSolaris. Появился на свет в результате попытки собрать небольшой по размеру OpenSolaris-дистрибутив, напоминающий DamnSmallLinux. Использует оконный менеджер JWM, ряд утилит перенесены из DSL. Способен загружаться с CD, USB-дисков и SD-карт. Возможна установка на жесткий диск с ZFS-boot. Доступны версии как для x86/64, так и для SPARC.

## marTux
MarTux — это первый (после Solaris Express/Solaris Express Community Release) дистрибутив OpenSolaris для архитектуры SPARC (sun4u, sun4v).

## Jaris
Это японский дистрибутив («Japanese Solaris»). Модифицирован для поддержки эмулятора Madoris (версия Wine), который выполняет программы для Windows без потери скорости.

## Dyson OS
Операционная система общего назначения на пакетной базе Debian с ядром Solaris.

## Другие дистрибутивы
- OSUNIX
- OpenSolaris JeOS